# François Marthouret
François Marthouret (* 12. September 1943 in Paris) ist ein französischer Schauspieler.
Im Jahr 1989 lieh Marthouret der Hauptfigur Marquis in der belgisch-französischen Koproduktion Marquis de Sade die Stimme. Dabei trugen alle Schauspieler Tiermasken und Henri Xhonneux führte bei dem Werk Regie. In dem Zeichentrickfilm Animal Farm aus dem Jahr 1999 wurde der Roman Farm der Tiere von George Orwell verfilmt. Dabei sprach Marthoret die Stimme des starken Zugpferdes Boxer in der französischen Version. Im gleichen Jahr stand er neben Gérard Depardieu, der die Hauptrolle Honoré de Balzac in Balzac – Ein Leben voller Leidenschaft erhielt, vor der Kamera. Dabei verkörperte er in dem zweiteiligen Fernsehfilm die Rolle des Docteur Nacquart. Als Antoine Plisson stand er in dem Kriminalfilm Ripley Under Ground von Roger Spottiswoode vor der Kamera. Im Jahr 2007 spielte er die Rolle des Bernand in Der Mord an Prinzessin Diana, der sich mit dem Unfalltod von Prinzessin Diana beschäftigt.
Neben seiner Tätigkeit als Schauspieler, arbeitete er auch zweimal als Regisseur bei den Fernsehfilmen Die späte Wahrheit im Jahr 2000 und Comment va la douleur? aus dem Jahr 2010.
François Marthouret ist die französische Stimme von John Malkovich.

## Filmografie (Auswahl)

### Darsteller
- 1970: Das Geständnis (L’ Aveu)
- 1978: Ohne Datenschutz (Le dossier 51)
- 1983: Ich glaube… (Credo)
- 1985: Das weiße Geheimnis (L’énigme blanche)
- 1989: Marquis de Sade (Marquis)
- 1991: Kommissar Navarro (Navarro, Fernsehserie, 1 Folge)
- 1992: Die Schokoladenprinzessin (Amour et chocolat)
- 1993–2000: Julie Lescaut (Fernsehserie, 18 Folgen)
- 1994: Die kleinen Freuden des Lebens (Aux petits bonheurs)
- 1998: Sitcom
- 1999: Animal Farm (Stimme von Boxer)
- 1999: Balzac – Ein Leben voller Leidenschaft (Balzac)
- 1999: Krieg im Oberland (La guerre dans le Haut Pays)
- 2005: Mein kleines Jerusalem (La petite Jérusalem)
- 2005: Ripley Under Ground
- 2007: Der Mord an Prinzessin Diana (The Murder of Princess Diana)
- 2008: Tage oder Stunden (Deux jours à tuer)
- 2010: Vénus noire
- 2018: Gelobt sei Gott (Grâce à Dieu)

### Regie
- 2000: Die späte Wahrheit (Mémoires en fuite)
- 2010: Comment va la douleur?

## Fernsehen
In der Dokumentarreihe Baukunst ist er als Erzähler zu hören.